# Jomo
Le jomo (Joy of missing out) est un phénomène pratique et philosophique visant à tirer une certaine satisfaction psychologique de rater les informations et événements importants, dans l'objectif de se reconcentrer sur ses tâches et activités personnelles.
Cet acronyme est souvent repris par les détracteurs du FOMO. Il fait l'objet d'une définition moderne, apparue avec l'arrivée de l'informatique dans nos sociétés. Il est considéré comme réaction directe à la perte d'attention par les écrans.
Il s'oppose au FOMO (Fear of Missing Out, peur de rater quelque chose d'important).